# Fontaine de Vaucluse (pramen)
Fontaine de Vaucluse [voˈklyːz] je mohutný pramen (vyvěračka) ve stejnojmenné obci v departementu Vaucluse ve Francii. Název pochází z provensálského (Vau-cluso) a hist. latinského názvu přilehlé vesnice Vallis Clausa, „uzavřené údolí“. Jedná se o největší krasový pramen v metropolitní Francii podle průtoku a pátý největší na světě, s ročním výtokem 630 až 700 000 000 metrů krychlových vody. Z pramene vyvěrá řeka Sorgue
Pramen pochází z epochy miocénu, z doby před 5,96 až 5,33 mil. let, což způsobilo hloubku výronu. Nad pramenem se nachází 230 metrů vysoký vápencový útes s nesčetnými zlomy a trhlinami. Funguje jako rezervoár, krasová zvodeň, ve které voda cirkuluje podél diskontinuit, dokud nenarazí na bariéru vápence a jílu.
Ve starověku bylo toto místo místem rituálních obětí. Básník Petrarca si z něj ve 14. století udělal své oblíbené sídlo a napsal: „Proslulý pramen Sorgue, již odedávna sám od sebe známý, se stal ještě slavnějším mým dlouhým pobytem zde a mými písněmi." (Petrarcha, Seniles, X, 2)

## Legenda o Coulobre

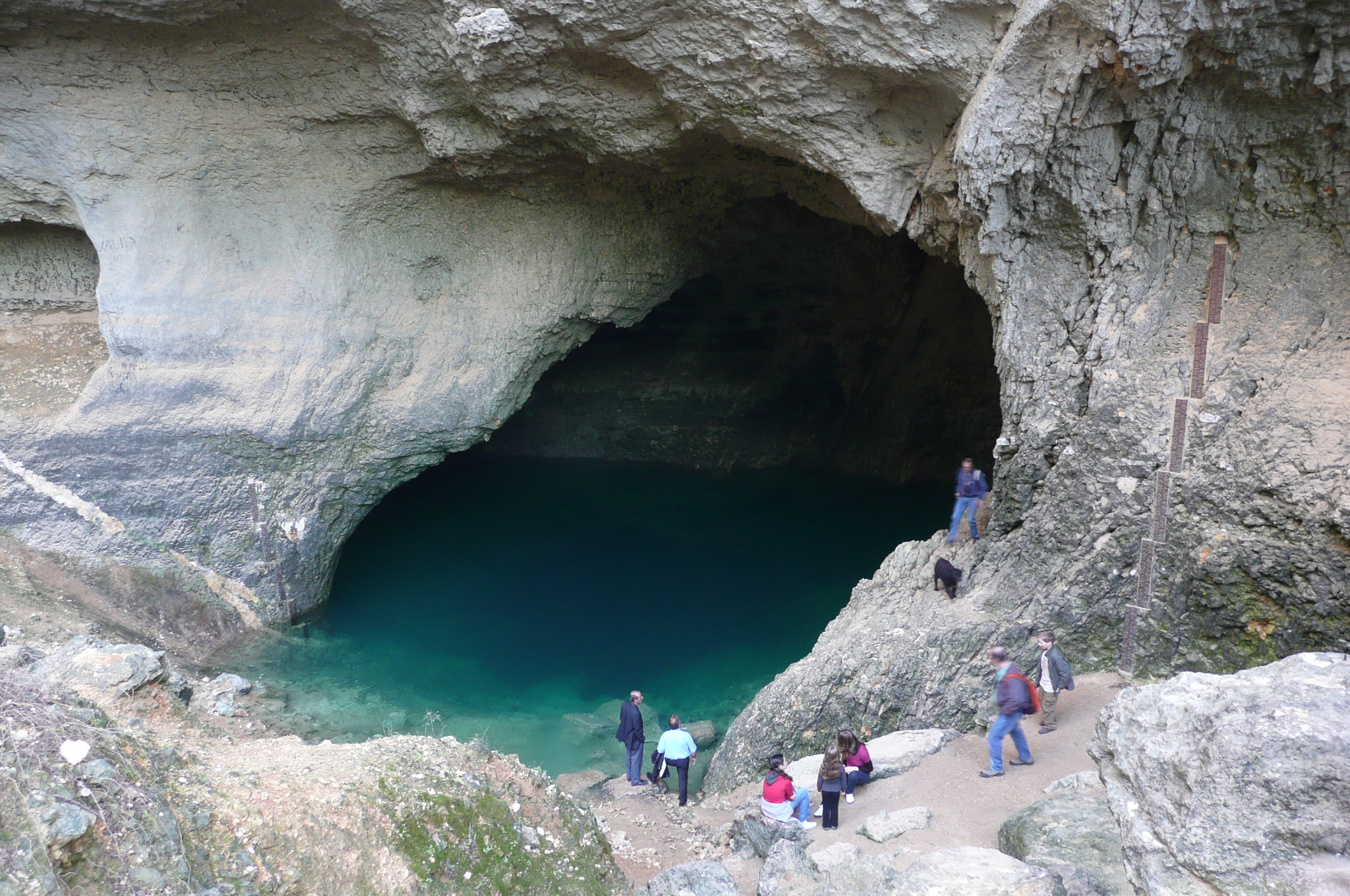
U pramene řeky Sorgue.

Legenda vypráví, že svatý Veranus, biskup z Cavaillonu, zbavil Sorgue hrozné dračice jménem Coulobre. Coulobre, jejíž jméno by mohlo být odvozeno z latinského slova coluber (had), byl okřídlený tvor, který žil ve Fontaine de Vaucluse. Podle legendy se spářila s draky, kteří ji pak opustili a přinutili ji, aby sama chovala malé černé mloky, které porodila. Zoufale toužila po novém manželovi a otci pro své děti, ale její ošklivost odpuzovala všechny nápadníky.